# Boris Roubakine
Boris Roubakine (* 9. Mai 1908 in Montreux/Kanton Waadt, Schweiz; † 30. April 1974 in Calgary/Alberta) war ein kanadischer Pianist und Musikpädagoge.

## Leben
Der als Sohn russischer Eltern in der Schweiz geborene Roubakine hatte von 1916 bis 1920 den ersten Klavierunterricht bei seiner Mutter und bei Mathilde de Ribaupierre in Lausanne. Von 1926 bis 1928 studierte er Musiktheorie und Komposition bei Aloys Fornerod, danach bis 1930 an der École Normale de Musique de Paris Klavier bei Paul Loyonnet, Komposition bei Paul Dukas und Klavierliteratur bei Nadia Boulanger. Er trat in den 1930er Jahren als Pianist in der Schweiz auf und unterrichtete bei 1940 am Institut de Ribaupierre. Zwischen 1939 und 1946 unternahm er mehrere Konzertreisen mit Bronisław Huberman u. a. durch die USA und Kanada.
Nach mehreren Jahren in New York ging er 1949 nach Toronto und unterrichtete dort am Royal Conservatory of Music und an der University of Toronto. Daneben unternahm er Konzertreisen mit der Geigerin Betty-Jen Hagen durch Kanada, die Niederlande und die Schweiz und wurde als Prüfer und Juror in Wettbewerben bekannt. Ab 1955 leitete er das Department Klavier am Banff Centre for the Arts. Außerdem unterrichtete er an der University of Alberta (1955–1960), an der University of British Columbia (1961–1967) und an der University of Calgary (ab 1967). Zu seinen zahlreichen Schülern zählten William Aide, Gwen Beamish MacMillan, Howard Brown, Ann Burrows, Diana McIntosh, Arlene Nimmons Pach, Arthur Ozolins, Willard Schultz, Tony Strong und Nicole Wickihalder.
Roubakine wurde auch als Landschaftsfotograf bekannt. Er stellte in den USA und Europa aus und unterrichtete Fotografie. Aus den Einnahmen aus dieser Tätigkeit gründete er einen Fonds zur Vergabe von Stipendien an Klavierschüler, der nach seinem Tod fortgeführt wurde. Am Banff Centre erinnert das Roubakine Auditorium in der Donald Cameron Hall an sein Wirken. Die University of Calgary benannte einen Konzertsaal nach ihm.